# Mary Corinna Putnam
Pour les articles homonymes, voir Putnam.
Mary Jacobi ou Mary Corinna Putnam Jacobi (31 août 1842 – 10 juin 1906) est une médecin et suffragette américaine, engagée dans l'éducation médicale des femmes, première femme américaine à être élue à l'Académie de médecine,.

## Biographie

### Jeunesse et formation
Mary Putnam est la fille de George Palmer Putnam, le fondateur de G. P. Putnam & Sons (éditeur américain), donc la sœur de George Haven Putnam, John Bishop Putnam et Herbert Putnam.
Née à Londres, en Angleterre, le 31 août 1842, elle était la fille de parents américains, George Palmer Putnam et Victorine Haven Putnam, originaires de New York. Elle l’aînée de onze enfants. Au moment de sa naissance, la famille résidait à Londres où son père était en train de créer une succursale pour sa maison d’édition de New York, Wiley & Putnam[3][4].
Elle avait six ans en 1848 quand sa famille quitta Londres pour revenir à New York, où elle devait passer le reste de son enfance et de son adolescence[5].
Sa mère, Victorine, veilla sur son éducation à la maison pendant la plus grande partie de ses premières années, avant qu’elle fréquentât une école privée, à Yonkers. Par la suite, Mary Putnam fut élève dans une école publique pour filles de la 12ème rue à Manhattan, et y obtint son diplôme en 1859. Elle étudia ensuite le grec, les sciences et la médecine grâce à des leçons privées auprès d’Elizabeth Blackwell et d’autres.
Diplômée du Collège de médecine pour femmes de Pennsylvanie en 1864, elle poursuit ses études à la Faculté de médecine de Paris, où elle est l'une des premières femmes étudiantes et dont elle ressort diplômée en 1871.
Elle épouse en 1873 Abraham Jacobi, également médecin célèbre, avec lequel elle a trois enfants.

### Carrière

#### La suffragette
Quand en 1894, une proposition de loi pour le droit de vote des femmes échoue lors de la convention de la Constitution of New York (en), elle fonde avec son amie Josephine Shaw Lowell la League for Political Education (en).

## Œuvre
Elle a reçu le prix Boylston de l'Université Harvard en 1876 pour un essai original, The Question of Rest for Women during Menstruation  (La question du repos des femmes pendant la menstruation). L'article de Mary Putnam-Jacobi était une réponse à la publication antérieure du Dr Edward Hammond Clarke (en), Sex in Education; ou, A Fair Chance for the Girls (1875), un livre affirmant que tout effort physique ou mental pendant la menstruation pourrait conduire les femmes à devenir stériles. Pour réfuter la thèse de Clarke, Mary Putnam-Jacobi a collecté de nombreuses données physiologiques sur les femmes tout au long de leur cycle menstruel, y compris des tests de force musculaire avant et après la menstruation. Elle a conclu qu '«il n'y a rien dans la nature des menstruations qui implique la nécessité, voire l'opportunité, du repos». Cordelia Fine considère ce travail de Mary Putnam comme « un exemple précoce de science féministe » qui œuvre à déconstruire les stéréotypes de genre en science.
Mary Putnam-Jacobi a écrit plus de 120 articles médicaux et neuf livres.
En 1894, elle a écrit Common Sense Applied to Women's Suffrage qui a ensuite été réimprimé et utilisé pour soutenir le mouvement pour le suffrage des femmes aux États-Unis. Toujours en 1894, après l'échec de l'adoption de l'amendement du droit de vote des femmes dans la Constitution de l'État de New York, Mary Putnam-Jacobi était l'une des six suffragistes de premier plan qui ont fondé la Ligue pour l'éducation politique.
Encore adolescente, Mary s’initia à l’art d’écrire et, dès l’âge de quinze ans, publia des nouvelles dans The Atlantic Monthly, puis dans le New York Evening Post[2].)

## Publications
- De la graisse neutre et des acides gras, 1871 — Thèse de médecine.
- The question of rest for women during menstruation — Prix Boylston de l'université Harvard.Réfutation de la nécessité de contraintes de repos durant les menstruations.
- « Some considerations on the moral and on the non asylum treatment of insanity », dans Putnam Jacobi, Harris, Cleaves, et al., The prevention of insanity and the early and proper treatment of the insane (1882)